# Томашка (посёлок)
То́машка — посёлок в Харовском районе Вологодской области.
Входит в состав Семигороднего сельского поселения, с точки зрения административно-территориального деления — в Семигородний сельсовет.
Расстояние по автодороге до районного центра Харовска — 43 км, до центра муниципального образования Семигородней — 28 км. Ближайший населённый пункт — 17 км.
По переписи 2002 года население — 171 человек (83 мужчины, 88 женщин). Преобладающая национальность — русские (97 %).